# Damon medius
Damon medius (лат.) — видов паукообразных из семейства Phrynichidae.

## Описание
Длина тела может достигать 3—4 сантиметра. Этот строго древесный и ночной жгутоногий паук имеет плоское тело и хрупкие ноги, благодаря которым движется боком, как краб. У самцов передние лапы очень длинные и усиковидные, гораздо длиннее, чем у самок. Имеет два больших, колючих педипальпа, которые у самца крупнее, чем у самки. Питается мелкими насекомыми.

## Распространение
Этот вид встречается в Западной Африке, в Бенине, Гане, Гвинее, кот-Д’Ивуаре, Камеруне, Либерии, Мали, Нигерии, Сан-Томе и Принсипи, Сенегале, Сьерра-Леоне и Того. Обитает в водно-болотных угодьях и в тропических лесах.